# 지니버스
지니버스는 KT에서 출시한 메타버스 애플리케이션이다. 홈 트윈(Home Twin) 기술로 아파트 주소를 입력하면 평면도 기반으로 복제가 가능하다. 안드로이드, iOS모두 사용가능하다

## 명칭
KT의 지니와 메타버스를 합성하여 만들어졌다.

## 콘텐츠

### 다운타운
다른 사람들을 만날 수 있는 공간이며, 쇼핑 등 다양한 활동을 할 수 있다. ENA관에서는 드라마 보라!데보라관이 있어 드라마의 PPL이었던 디디에두보 제품과 드라마 세트장을 메타버스에서 만나볼 수 있다.

### 지니타운
유저만의 타운으로 나만의 에셋으로 집과 마을을 꾸밀 수 있는 공간. 친구들을 초대하여 나만의 지니타운에서 같이 즐길 수 있다.